# Gerrit Kleerekoper

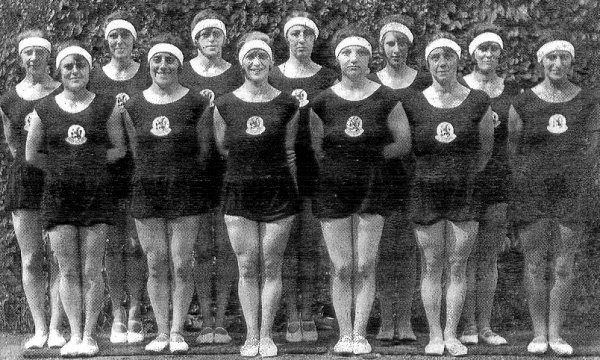
De gouden ploeg van Gerrit Kleerekoper

Gerrit Kleerekoper (Amsterdam, 15 februari 1897 – Sobibór, 2 juli 1943) was een Nederlandse turncoach.
In 1928 leidde hij de Nederlandse ploeg naar het goud tijdens de Olympische Spelen in Amsterdam. Met 316,75 punten bleef de ploeg Italië en het Verenigd Koninkrijk ruim voor. Vele jaren later vertelde Alie van den Bos, een van de gouden turnsters, hoe belangrijk zijn bijdrage was geweest: "Aan Kleerekoper hadden wij de overwinning te danken." Turnen werd net als tegenwoordig meestal in een hal gedaan, maar in Amsterdam vonden de wedstrijden in de open lucht plaats. Daarom had hij zijn ploeg in de maanden daarvoor buiten laten trainen, wat tot de overwinning zal hebben bijgedragen.
De leden van zijn gouden ploeg waren, naast Alie van den Bos, Stella Agsteribbe, Mien van den Berg, Petronella Burgerhof, Elka de Levie, Lea Nordheim, Ans Polak, Petronella van Randwijk, Riek van Rumt, Judikje Simons, Co Stelma en Annie van der Vegt.
Net als vijf leden van de ploeg was Kleerekoper Joods. Van beroep was hij diamantslijper. Hij werd in 1943, op dezelfde dag als zijn pupil Lea Nordheim, samen met zijn vrouw Kaatje en hun veertienjarige dochter Elisabeth, vermoord in het vernietigingskamp Sobibór. Hun zoon Leendert (21) stierf een jaar later in Auschwitz.
Na de bevrijding noemde de Amsterdamsche Turnbond een toernooi naar hem, de Gerrit Kleerekoper Beker.
In april 2010 werden ter nagedachtenis aan de slachtoffers Stolpersteine, gedenktekens gemaakt door de Duitse kunstenaar Gunter Demnig, aangebracht in het trottoir voor de vroegere woning van Gerrit Kleerekoper en van de vier eveneens vermoorde Joodse turnsters.